# Blackpink Arena Tour 2018 «Special Final In Kyocera Dome Osaka»
Blackpink Arena Tour 2018 «Special Final in Kyocera Dome Osaka» (также стилизуется маюскулом) — дебютный концертный альбом южнокорейской гёрл-группы BLACKPINK, выпущенный 22 марта 2019 года.

## Предыстория
Первый концертный тур BLACKPINK в Японии состоялся в июле 2018 года. Группа посетила три города и провела в общей сложности восемь концертов, собравшие в общем 125 000 зрителей. В видеоальбом вошли записи с концерта в «Osaka Dome» 24 декабря 2018 года, на котором присутствовало 50 000 зрителей. Сам альбом включает в себя видеозаписи исполнений таких песен, как «Boombayah», «Whistle», «Stay», «Playing with Fire», «As If It’s Your Last» и «Ddu-Du Ddu-Du».
Первоначально релиз альбома был запланирован на 13 марта 2019 года, но позже был перенесён на 22 марта.

## Трек-лист
| №                   | Название                                                            | Длительность |
| ------------------- | ------------------------------------------------------------------- | ------------ |
| 1.                  | «DDU-DU DDU-DU (Japanese Version) [Live]»                           | 3:47         |
| 2.                  | «Forever Young (Japanese Version) [Live]»                           | 3:55         |
| 3.                  | «Whistle (Acoustic Version) [Japanese Version] {Live}»              | 3:33         |
| 4.                  | «Stay (Japanese Version) [Live]»                                    | 3:55         |
| 5.                  | «Let It Be / You & I / Only Look At Me (Rosé’s Solo Stage // Live)» | 4:56         |
| 6.                  | «Yukino Hana (Jisoo’s Solo Stage // Live)»                          | 5:39         |
| 7.                  | «Solo (Jennie’s Solo Stage // Live)»                                | 2:50         |
| 8.                  | «Last Christmas / Rudolph, the Red-Nosed Reindeer (Live)»           | 3:52         |
| 9.                  | «Kiss and Make Up (BLACKPINK Only Version // Live)»                 | 3:10         |
| 10.                 | «So Hot (The Black Label Remix) [Live]»                             | 2:24         |
| 11.                 | «Really (Japanese Version) [Live]»                                  | 3:17         |
| 12.                 | «See U Later (Japanese Version) [Live]»                             | 3:17         |
| 13.                 | «Boombayah (Japanese Version) [Live]»                               | 4:04         |
| 14.                 | «Playing with Fire (Japanese Version) [Live]»                       | 3:18         |
| 15.                 | «As If It’s Your Last (Japanese Version) [Live]»                    | 3:42         |
| Общая длительность: | Общая длительность:                                                 | 55:39        |